# تئودیگ
تئودوروس لاپجینجیان (ارمنی: Թեոդորոս Լափչինճյան) با نام ادبی تئودیگ (ارمنی: Թեոդիկ؛ ۱۸۷۳ – ۱۹۲۸) نویسنده و ناشر اهل ارمنستان که به خاطر سالنمای خویش به زبان ارمنی شناخته می‌شود.

## زندگی‌نامه
تئودوروس لاپجینجیان در ۵ مارس ۱۸۷۳، در محلهٔ اسکدار، کنستانتینوپل، به دنیا آمد. تحصیلات خود را در شهر زادگاهش به پایان رساند و سپس فعالیت‌های ادبی خود را با چاپ مقالاتی انتقادی و اجتماعی در نشریات ارمنی زبان ترکیه از سال‌های پایانی ۱۸۹۰م آغاز کرد. از آن پس، تمامی سالیان عمر نه چندان طولانی این نویسندهٔ پرکار صرف گردآوری و تألیف مجموعه‌هایی مختلف از زندگی اجتماعی، هنری، تاریخی، سیاسی و… ارمنی‌های ترکیه شد، مجموعه‌هایی که انتشار هریک از آنها نام وی را در دفتر تاریخ ادبیات ارمنی ثبت کرد و حتی برخی از آنها جایگاهی ویژه و منحصر به فردی به وی بخشید.
تئودیک در مارس ۱۹۱۵ به اتهام واهی چاپ یک مقالهٔ ضد دولتی در سالنامهٔ خود به زندان افتاد. پس از گذراندن یک سال از عمر خود در زندان‌های مخوف عثمانی آزاد شد اما تنها چند روز پس از آزادی باردیگر او را دستگیر کردند و بدون اینکه حتی به وی اجازه دهند تا وسایل شخصی‌اش را به همراه بردارد او را به همراه کاروان شخصیت‌های سرشناس ارمنی روانهٔ تبعیدگاه دیرالزور، که مکانی بیابانی و بی آب و علف است، ساختند. در طی این راه، که به مرگ حتمی منتهی می‌شد، تئودیک به گروهی از رزمندگان ارمنی برخورد و نجات یافت. پس از آن با تهیهٔ اوراق هویت جعلی به مدت سه سال در تونل‌های زیرزمینی کوه‌های توروس، به منزلهٔ کارگری ساده، به استخدام آلمانی‌هایی درآمد که مشغول ساخت استحکامات جنگی در آن منطقه بودند.
پس از پایان جنگ جهانی اول، تئودیک به کنستانتینوپل بازگشت و فعالیت‌های ادبی و انتشاراتی خود را از سر گرفت. نخستین اثر وی در این دوران عبارت است از کتابی به نام یادواره ای بر ۲۴ آوریل که در ۱۹۱۹م انتشار یافت. این کتاب مجموعهٔ کاملی از زندگی نامهٔ تمامی شخصیت‌های نامی ـ اعم از نویسندگان، شعرا، فعالان اجتماعی، روزنامه نگاران، پزشکان، شخصیت‌های فرهنگی، هنرمندان و غیره ـ ساکن ترکیه است که در شب ۲۴ آوریل به صورت گروهی دستگیر و در مدت زمان کوتاهی قربانی نقشه‌های شوم نسل‌کشی حکومت ترکان جوان شدند. این کتاب به مناسبت و به درخواست هیئت برگزار کنندهٔ نخستین مراسم یادبود شهدای ارمنی انتشار یافت.
با استقلال جمهوری ارمنستان در ۱۹۱۸م و خوش‌بینی‌های موجود در مورد آزادی دوبارهٔ منطقهٔ ارمنی نشین کیلیکیه تئودیک فعالیت‌های خود را باز هم افزایش داد. با فرارسیدن ۱۹۲۲م و شروع عملیات اشغال کنستانتینوپل به دست نیروهای مصطفی کمال تئودیک از کنستانتینوپل  گریخت و شش سال پایانی عمر خود را در شهرهای کورفو، نیکوزیا (قبرس) و پاریس سپری کرد. وی در ۲۴ مه ۱۹۲۸م، در سن ۵۵ سالگی، در پاریس درگذشت.
از تئودیک چندین اثر بسیار ارزشمند به جای مانده‌است. از جمله تألیفات ماندنی این نویسنده کتابی است به نام چاپ و الفبا تیپ و تار که در ۱۹۱۲م به مناسبت بزرگداشت چهارصدمین سال آغاز صنعت چاپ ارمنی از طرف کلیهٔ جوامع ارمنی جهان، در کنستانتینوپل ، به چاپ رسید. نویسنده در این اثر مروری تاریخی و فراگیر دارد بر سیر تحول صنعت چاپ ارمنی از آغاز، یعنی از ۱۵۱۲م تا ۱۹۱۲م. تئودیک در این کتاب، پس از ارائهٔ مقدمه ای در خصوص چگونگی پیدایش صنعت چاپ در دورهٔ حیات گوتنبرگ، تحقیقی جامع و کامل به عمل می‌آورد از تمامی کتاب‌ها و نشریات ارمنی زبان انتشار یافته در سراسر جهان که ناظر بر پهنهٔ جغرافیایی گسترده‌ای از ترکیه (و ارمنستان غربی) تا روسیه (و ارمنستان شرقی) و آسیا و اروپا و دنیای جدید است. او اطلاعات مورد نیاز برای فراهم آوردن چنین اثری را از منابع مختلف موجود و نیز از کتابخانهٔ شخصی خود، که حاوی بیش از چهار هزار جلد کتاب بوده، استخراج کرده‌است. محتوای غنی و پرمایهٔ این کتاب در گذر زمان از عهدهٔ آزمون‌ها به خوبی برآمده. این اثر حاصل زحمات شخصی یک نویسندهٔ آماتور خستگی ناپذیر و کتاب‌شناسی ارمنی است که راه را برای نسل‌های بعدی دانشمندان و کتاب شناسان هموار ساخته‌است.
از دیگر آثار ارزشمند بازمانده از تئودیک کتابی است به نامجلجتای روحانیان ارمنی که حاصل جستجوهای مستمر و پیگیر مؤلف در یافتن و گردآوری زندگی‌نامه‌های آن دسته از روحانیان ارمنی است که طی دوران نسل‌کشی جان خود را از دست داده‌اند همراه با شرح شهادت آنها. این اثر در ۱۹۶۶م منتشر شده‌است. تئودیک همچنین دارای مجموعه ای از رمان‌های کوتاه با عنوان سال نو کاقاند است. جدای از دیگر آثار تئودیک در زمینه‌های ادبی، اجتماعی، تاریخی و غیره نام وی مترادف است با مجموعه کتاب‌هایی به صورت سالنامه به نام سالنامهٔ عمومی آمنون تارتسویتس که از ۱۹۰۷ تا ۱۹۲۹م به چاپ رسیده و عملاً دانشنامه ای است با مجموعه مطالبی بیش از ده هزار صفحه. این سالنامه‌ها امروزه منبع اطلاعاتی جامعی در خصوص وجوه مختلف زندگی ارمنیان ترکیه در ربع نخست قرن بیستم میلادی محسوب می‌شود. مجموعهٔ ۱۹ سالهٔ سالنامهٔ عمومی منبع عظیمی است از مطالب بسیار متنوع شامل شعر، داستان، وقایع نگاری از زندگی اجتماعی ارمنیان، ذکر نام و شرح زندگی شخصیت‌های نامی ای که طی همان سال بدرود حیات گفته‌اند و بسیاری از مطالب دیگر که در بیشتر موارد با امضای خود مؤلف و برای نخستین بار در این سالنامه‌ها انتشار یافته‌اند.
با توجه به ارزش و حجم این اطلاعات سالنامه‌های تئودیک به اثری کلاسیک تبدیل شده‌اند. شهرت این سالنامه‌ها مرهون چاپ بسیار استادانهٔ آنها، وجود تصاویر فراوان، حجم قابل توجه مطالب و سلیقهٔ مؤلف در انتخاب و عرضهٔ مطالب است. بخش ادبی سالنامه‌ها، علاوه بر نوشته‌های خود تئودیک، حاوی قطعاتی ادبی از بسیاری دیگر از نویسندگان و فرزانگان زمان است که بیشتر آنها نخستین بار در این سالنامه‌ها منتشر شده‌اند و علاوه بر دارا بودن ارزش ادبی نسخه‌های اولیهٔ این آثار به حساب می‌آیند که به دست خود نویسندگان مطالب و بی واسطه در اختیار تئودیک قرار داده شده‌اند.
در ده سال اخیر، نام تئودیک بار دیگر در میان خوانندگان ارمنی زبان دیاسپورا زنده شده‌است و این امر به لطف ابتکار ناشری ارمنی به نام ماتیک ابلیقاتیان، از ارمنیان حلب (سوریه)، روی داده که خود صاحب مرکز نشر و فروش کتاب در این شهر است. ابلیقاتیان از ۲۰۰۷م به این سو شروع به چاپ دوبارهٔ سالنامه‌های تئودیک کرده‌است. فهرست اعلام، فهرست تصاویر و دیگر فهرست‌های مورد نیاز نیز با زحمات صبورانهٔ روشنفکر دیگری از ارمنیان حلب، به منظور استفادهٔ هرچه بیشتر خوانندگان، به انتهای هر یک از سالنامه‌ها افزوده شده‌است. این کتاب‌ها با یاری و پشتیبانی مالی مؤسسهٔ گالوست گُلبنگیان به چاپ رسیده‌اند. این ناشر در ۲۰۰۶م، نیز کتاب چاپ و الفبا، یکی دیگر از آثار پر ارزش تئودیک، را با پشتیبانی مالی مؤسسه گُلبنگیان تجدید چاپ کرده‌است.